# Дворани на Њитри
Дворани на Њитри (слч. Dvorany nad Nitrou) насељено је мјесто са административним статусом сеоске општине (слч. obec) у округу Топољчани, у Њитранском крају, Словачка Република.

## Становништво
| Година:    | 1994. | 2004.    | 2014.   | 2024.   |
| ---------- | ----- | -------- | ------- | ------- |
| Број људи: | 683   | 775      | 761     | 814     |
| Разлика:   |       | +13,46 % | -1,80 % | +6,96 % |

| Година:    | 2023. | 2024.   |
| ---------- | ----- | ------- |
| Број људи: | 810   | 814     |
| Разлика:   |       | +0,49 % |

Према подацима о броју становника из 2011. године насеље је имало 762 становника.